# Musoma (Distrikt)
Musoma (auch Musoma DC) ist ein Distrikt der Region Mara im Nordwesten von Tansania mit dem Verwaltungszentrum in der Stadt Musoma. Der Distrikt grenzt im Nordosten an den Distrikt Musoma MC, im Osten an den Distrikt Butiama, im Süden an die Distrikte Bunda TC und Bunda DC und im Westen und im Norden an den Victoriasee.

## Geographie
Der Distrikt hat eine Größe von 4910 Quadratkilometer, wovon 300 Quadratkilometer auf den Victoriasee entfallen, und 266.665 Einwohner (Volkszählung 2022). Das Gebiet liegt in einer Höhe zwischen 1130 Meter, der Oberfläche des Victoriasees, und 1500 Meter über dem Meer.
Das Klima in Musoma ist tropisch, Aw nach der effektiven Klimaklassifikation. Im Jahresdurchschnitt fallen 920 Millimeter Niederschlag, größtenteils in den Monaten Oktober bis Mai. Von Juni bis September regnet es kaum mehr als 10 Millimeter im Monat. Die Durchschnittstemperatur liegt bei 23,1 Grad Celsius, am wärmsten ist es im Oktober mit 23,8 Grad, am kühlsten im Juli mit 22,1 Grad Celsius.

## Geschichte
Musoma wurde im Jahr 1972 ein eigenständiger Distrikt, im Jahr 2013 wurde der Distrikt Butiama von Musoma abgespalten.

## Verwaltungsgliederung
Der Distrikt besteht aus 21 Bezirken (Wards):
- Bugoji
- Bugwema
- Bukima
- Bukumi
- Bulinga
- Busambara
- Bwasi
- Etaro
- Ifulifu
- Kiriba
- Makojo
- Mugango
- Murangi
- Musanja
- Nyakatende
- Nyambono
- Nyamrandirira
- Nyegina
- Rusoli
- Suguti
- Tegeruka

| Die folgende Tabelle zeigt den Vergleich der Einwohnerentwicklung des Distriktes Musoma DC mit dem Stadt-Distrikt Musoma MC. \| Distrikt \| 1988 \| 2002 \| 2012 \| 2022[2] \| \| --------- \| ------- \| ------- \| ------- \| ------- \| \| Musoma DC \| 233.338 \| 136.414 \| 178.356 \| 266.665 \| \| Musoma MC \| 6.667 \| 107.855 \| 134.327 \| 164.172 \| Im Jahr 2012 sprachen rund zwei Drittel der Über-Fünfjährigen Swahili, in Musoma MC sprach fast ein Viertel Englisch und Swahili. In Musoma DC war die Analphabetenrate mit 26 Prozent deutlich höher als in der Stadt mit 13 Prozent. | Hier fehlt eine Grafik, die leider im Moment aus technischen Gründen nicht angezeigt werden kann. Wir arbeiten daran! Musoma DC | Hier fehlt eine Grafik, die leider im Moment aus technischen Gründen nicht angezeigt werden kann. Wir arbeiten daran! Musoma MC |         |         |
| Distrikt | 1988 | 2002 | 2012    | 2022    |
| Musoma DC | 233.338 | 136.414 | 178.356 | 266.665 |
| Musoma MC | 6.667 | 107.855 | 134.327 | 164.172 |

## Einrichtungen und Dienstleistungen
- Bildung: Im Jahr 2011 gab es 154 Grundschulen und 59 weiterführende Schulen sowie sieben Colleges.[9]

- Gesundheit: Im Distrikt befinden sich ein Gesundheitszentrum und 25 Apotheken (Stand 2015).[10]

## Wirtschaft und Infrastruktur
Landwirtschaft und Fischerei sind die wichtigsten Wirtschaftszweige, sie beschäftigen 96 Prozent der Bevölkerung.
- Landwirtschaft: Neunzig Prozent der Haushalte beschäftigen sich mit der Landwirtschaft. Zwei Drittel der Haushalte hielten auch Nutztiere. Überwiegend gezüchtet wurden Hühner und Ziegen (Stand 2012).[12]
- Straßen: Im Distrikt gibt es 100 Kilometer Fernstraßen, 200 Kilometer Regionalstraßen, 250 Kilometer Distriktstraßen und 300 Kilometer Zubringerstraßen. Die meisten Straßen sind geschottert oder Naturstraßen, sodass sie bei Regen oft unpassierbar sind.[13]

## Sehenswürdigkeiten
- Victoriasee: Der Victoriasee ist der zweitgrößte Süßwassersee der Erde. Seit dem Ende des 20. Jahrhunderts ist der See durch Überfischung und Umweltverschmutzung bedroht.[14]